# Siegfried Bernfeld

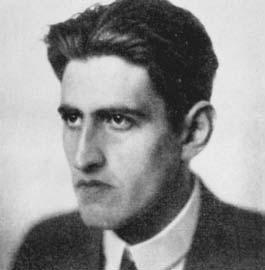
Siegfried Bernfeld

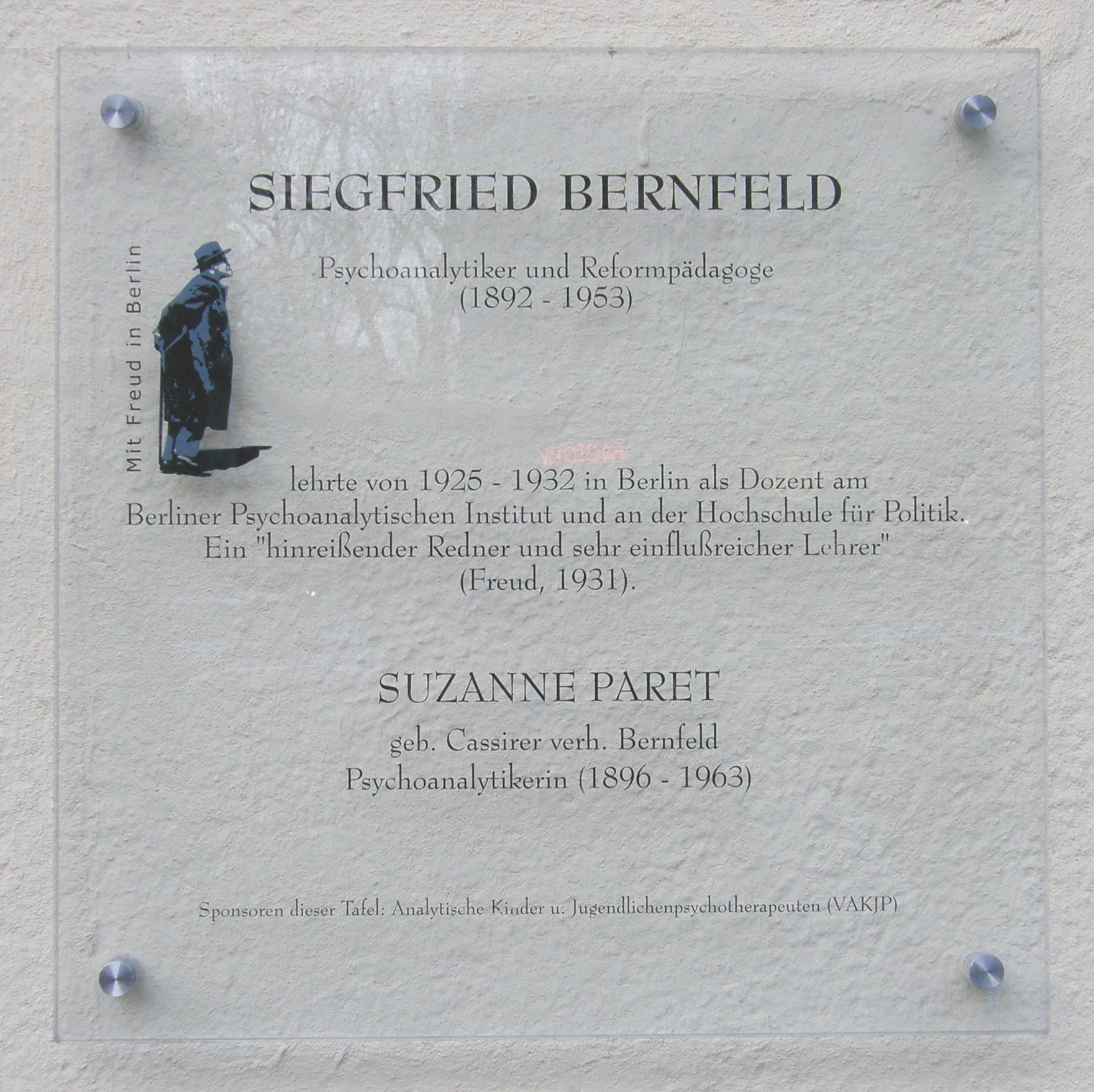
Pamiątkowa tablica w Berlinie

Siegfried Bernfeld (ur. 7 maja 1892 we Lwowie, zm. 2 kwietnia 1953 w San Francisco) – austriacki psycholog, psychoanalityk, jeden z pionierów nauczania progresywistycznego. 
Jako student zaangażował się w ruch psychoanalityczny i był jednym z pierwszych członków Wiedeńskiego Towarzystwa Psychoanalitycznego. Od 1922 do 1925 praktykował psychoanalizę w Wiedniu, od 1925 do 1932 w Berlińskim Instytucie Psychoanalitycznym. Powrócił do Wiednia, a następnie przeniósł się do Mentony, gdzie pozostał do 1936. Ostatecznie emigrował do Stanów Zjednoczonych i osiadł w San Francisco.
Bernfeld jest pamiętany za badania nad związkami między psychoanalizą a teorią nauczania. Zajmował się rolą edukacji, zagadnieniami zmian i nierówności społecznych. Był wczesnym orędownikiem freudo-marksizmu, rozwijał teorie dotyczące związków psychoanalizy z socjalizmem. Od 1917 do 1921 kierował Zionistischen Zentralrat für West-Österreich, od 1919 roku działał na czele Kinderheim Baumgarten, organizacji opiekującej się bezdomnymi dziećmi żydowskimi z obszaru Polski. 
Bernfeld jest autorem pracy na temat psychologii noworodka, Psychologie des Säuglings, w 1925 opublikował swoją teorię edukacji w pracy Sisyphos.

## Wybrane prace
Artykuły
- Sozialismus und Psychoanalyse. Der Kampf. Sozialdemokratische Monatsschrift (Wien) 19 (9), ss. 385–389, 1926
- Zur Frage: Psychoanalyse und Marxismus. Der Klassenkampf. Marxistische Blätter (Berlin) 2 (3), s. 93, 1928
- Über die psychoanalytische Ausbildung (1952) (Aus dem Archiv der Psychoanalyse). Psyche 38, ss. 437-459 (1984)

Książki
- Die neue Jugend und die Frauen. Wien, Leipzig: Kamoenenverlag, 1914
- Das jüdische Volk und seine Jugend, Berlin, Wien, Leipzig: Löwit, 1919
- Kinderheim Baumgarten: Bericht über einen ernsthaften Versuch mit neuer Erziehung, Berlin: Jüdischer Verlag, 1921
- (Hg.) Vom Gemeinschaftsleben der Jugend: Beiträge zur Jugendforschung. Wien: Internationaler Psychoanalytischer Verlag, 1922
- Psychologie des Säuglings, Wien: J. Springer, 1925
- Sisyphos oder die Grenzen der Erziehung, Wien: Internationaler Psychoanalytischer Verlag, 1925; Neudruck: Frankfurt/M.: Suhrkamp 1967, 10. Aufl. 2006 ISBN 3-518-27637-9